# Jasper Ockeloen
Jasper Ockeloen, né le 10 mai 1990 à Dordrecht, est un coureur cycliste néerlandais.

## Biographie
En 2008, il devient champion des Pays-Bas dans la catégorie juniors (moins de 19 ans). Quatre ans plus tard, il remporte le Tour de la province de Namur.

## Palmarès et résultats

### Palmarès sur route
- 2008
  -  Champion des Pays-Bas sur route juniors
- 2012
  - Classement général du Tour de la province de Namur
- 2015
  - 2e du Tour d'Azerbaïdjan
  - 2e de la Flèche du Sud
  - 3e du Tour de Fuzhou
- 2018
  - 8e étape du Tour du lac Poyang (contre-la-montre par équipes)
  - 2e du Tour du lac Poyang
- 2019
  - 3e de l'Arden Challenge

### Classements mondiaux
| Année           | 2010   | 2011 | 2012 | 2013 | 2014 |
| --------------- | ------ | ---- | ---- | ---- | ---- |
| UCI Europe Tour | 1 124e | nc   | nc   | nc   | 608e |

### Palmarès en VTT
- 2014
  -  Champion des Pays-Bas de beachrace
- 2016
  -  Champion d'Europe de beachrace
  -  Champion des Pays-Bas de cross-country marathon
- 2017
  -  Champion d'Europe de beachrace